# Eothenomys miletus
Eothenomys miletus är en gnagare i underfamiljen sorkar som förekommer i södra Kina.
Arten når en kroppslängd (huvud och bål) av 8,7 till 10,8 cm och en svanslängd av 2,1 till 4,2 cm. Den har 1,5 till 1,7 cm långa bakfötter och 1,0 till 1,2 cm stora öron. Djurets päls på ovansidan är mörkbrun till nästan svart och på undersidan förekommer grå päls med brun skugga. Enligt en annan källa är ovansidan mer rödaktig. Jämförd med Eothenomys melanogaster är pälsen på ryggen mjukare, längre och tjockare. Avvikelser mot andra släktmedlemmar består i detaljer av den tredje molaren i överkäken.
Utbredningsområdet ligger i södra Kina öster om floden Salween. Arten hittades i provinserna Sichuan, Hubei samt Yunnan och ett fynd från provinsen Guizhou behöver bekräftelse. Gnagaren vistas i bergstrakter och habitatet utgörs av skogar.
För beståndet är inga hot kända. Arten listas av IUCN som livskraftig (LC).